# Земо-Собиси
Земо-Собиси (груз. ზემო სობისი) — село в Грузии, на территории Горийского муниципалитета края (мхаре) Шида-Картли.

## География
Село находится в центральной части Грузии, в пределах Тирифонской равнины, на расстоянии приблизительно 13 километров (по прямой) к северо-востоку от города Гори, административного центра муниципалитета. Абсолютная высота — 757 метров над уровнем моря.

## Население
По результатам официальной переписи населения 2014 года в Земо-Собиси проживало 482 человека (241 мужчина и 241 женщина). В национальной структуре населения грузины составляли 97,9 %, осетины — 1,9 %.
| Год  | Население, человек |
| ---- | ------------------ |
| 2002 | 612                |
| 2014 | ↘ 482              |